# رينا (مغنية)
رينا (بالإنجليزية: Reina)‏ هي مغنية أمريكية، ولدت في 1978 في نيويورك في الولايات المتحدة.

## وصلات خارجية
- راينا على موقع ميوزك برينز (الإنجليزية)
- راينا على موقع ديسكوغز (الإنجليزية)